# 趙世德 (光緒進士)
趙世德（?—?），直隸省廣平府永年縣人，清朝政治人物、進士出身。
光緒二十一年（1895年），参加光緒乙未科殿試，登進士二甲59名。同年五月，以主事分部学习。